# Szekvencia (zene)
Rövid zenei részlet megismétlése más hangmagasságon; a szekvencia szorítkozhat dallamrészletre, de kiterjedhet az összhangokra is.
A zenei szekvencia (lat. sequentia – követés, következmény, sorozat) egy szerkesztési mód. Azt jelenti, hogy egy rövid zenei részlet többször ismétlődik a hangsor egymás utáni fokain.
Indítható szomszédos hangról (ez a leggyakoribb), viszont létezik terc, ritkábban kvart és kvint távolságú is.
Többfajtaképpen közelíthető meg. Lehet tonális vagy reális szekvencia, emelkedő vagy ereszkedő szekvencia, diatonikus vagy kromatikus szekvencia.
- Tonális szekvencia: ilyenkor a szekvencia részei megtartják a hangnemet, tehát például C-dúrban egy e-f (k2) lépés szekvenciája d-e (n2) lesz. Ennek következtében a dallam tulajdonképpen megváltozik, mint a fenti példa is mutatta (szekundok változása).
- Reális szekvencia: ilyenkor a dallam teljes egészében megmarad.

Néhány szekvencia:
Egy növekvő szekvencia:

hangzása :Média:Emelkedoszekv.mid
Egy másik szekvencia:
Johann Pachelbeltől a Canon in D

hangzása: Média:Pachelszekvencia.mid